# Portsmouth Saturday Football League
Portsmouth Saturday Football League är en engelsk fotbollsliga baserad i Hampshire, grundad 2000. Den har två divisioner och toppdivisionen Premier Division ligger på nivå 12 i det engelska ligasystemet.
Klubbar kan bli uppflyttade till Hampshire Premier Football League.

## Mästare
| Säsong  | Premier Division          | Division One      | Division Two            | Division Three |
| ------- | ------------------------- | ----------------- | ----------------------- | -------------- |
| 2004/05 | Envy                      | Co-op             | Fleur de Lys            |                |
| 2005/06 | Wymering                  | Kingston Arrows   | Castle Utd              |                |
| 2006/07 | Wymering                  | Horndean Utd      | Hayling Billy           |                |
| 2007/08 | Horndean Utd              | St Helena Bobs    | Portsea Community       |                |
| 2008/09 | Wymering                  | Portsea Community | Portsmouth Kurdish Utd  |                |
| 2009/10 | University of Portsmouth  | Fleur de Lys      | Southside               | Mead End       |
| 2010/11 | Waterlooville Social Club | NAP Construction  | St Helena Bobs Reserves | Horndean Hawks |

Källa: FA Full-Time